# Sangkat
Sangkate é o termo usado no Camboja para designar uma comuna, pertencente a determinada cidade. O Sangkat faz parte de um distrito, e pode ser dividido em Phuns, que são as aldeias e vilas.